# Lepidosauria
Lepidosauria (од грчког значења закржљали гуштери) гмизавци су са преклопљеним крљуштима. Ова подкласа обухвата љускаше и Rhynchocephalia. То је монофилетна група и стога садржи све потомке заједничког претка.